# John Whitmore
John Whitmore, né le 16 octobre 1937 à côté de Grays (dans l'Essex), et mort le 28 avril 2017, est un pilote automobile britannique essentiellement sur circuits, en Tourisme et en Grand Tourisme, mais aussi en courses de côte.

## Biographie

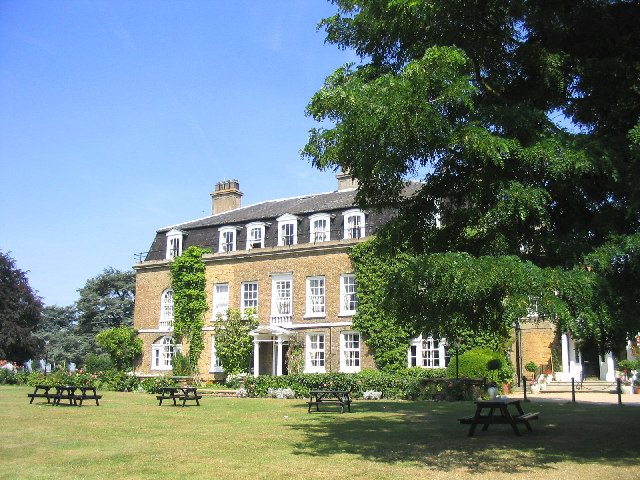
Orsett Hall, la maison familiale des Whitmore

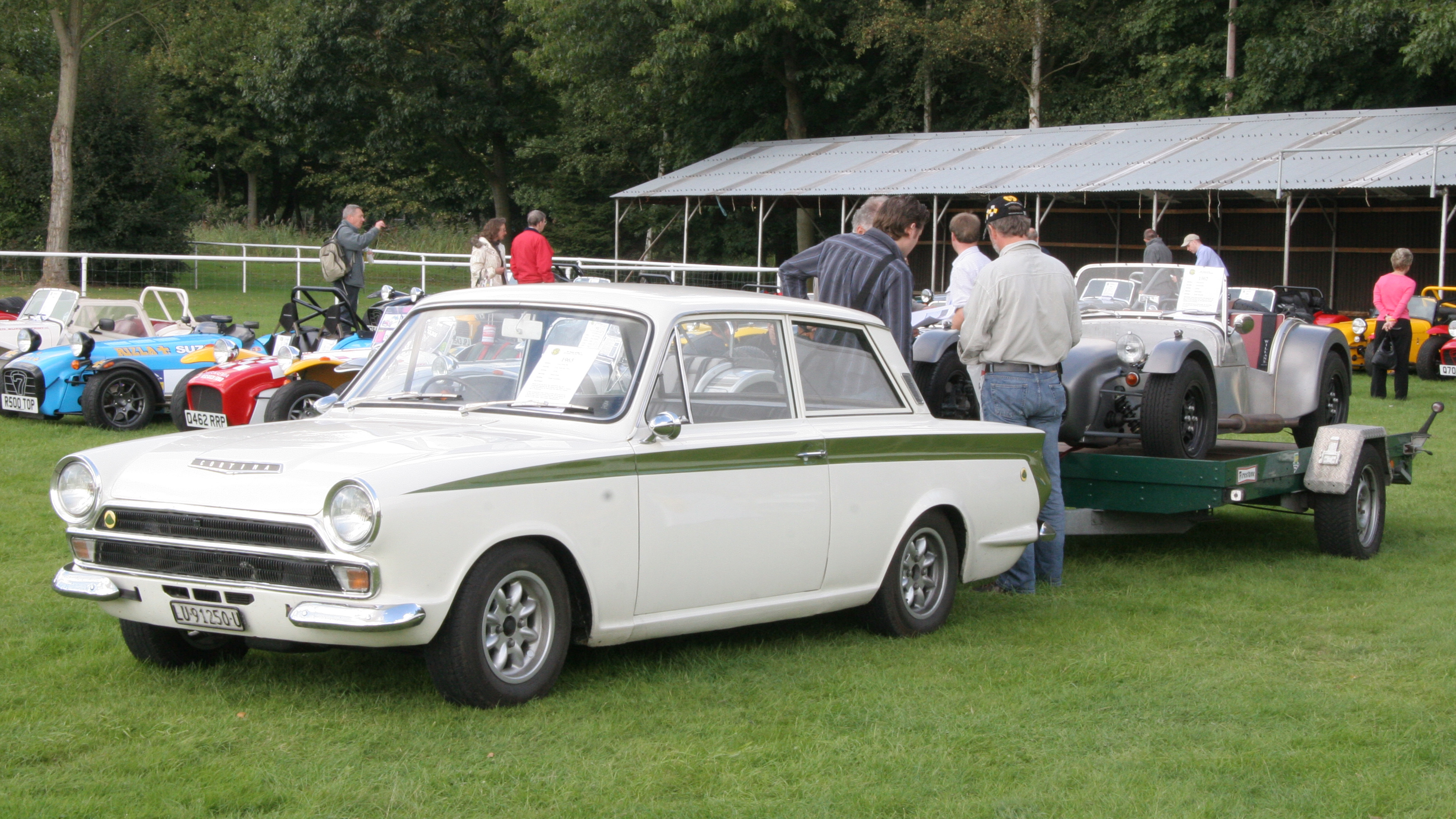
Une Ford Lotus Cortina, véhicule avec lequel Whitmore a été champion d'Europe tourisme en 1964 et 1965.

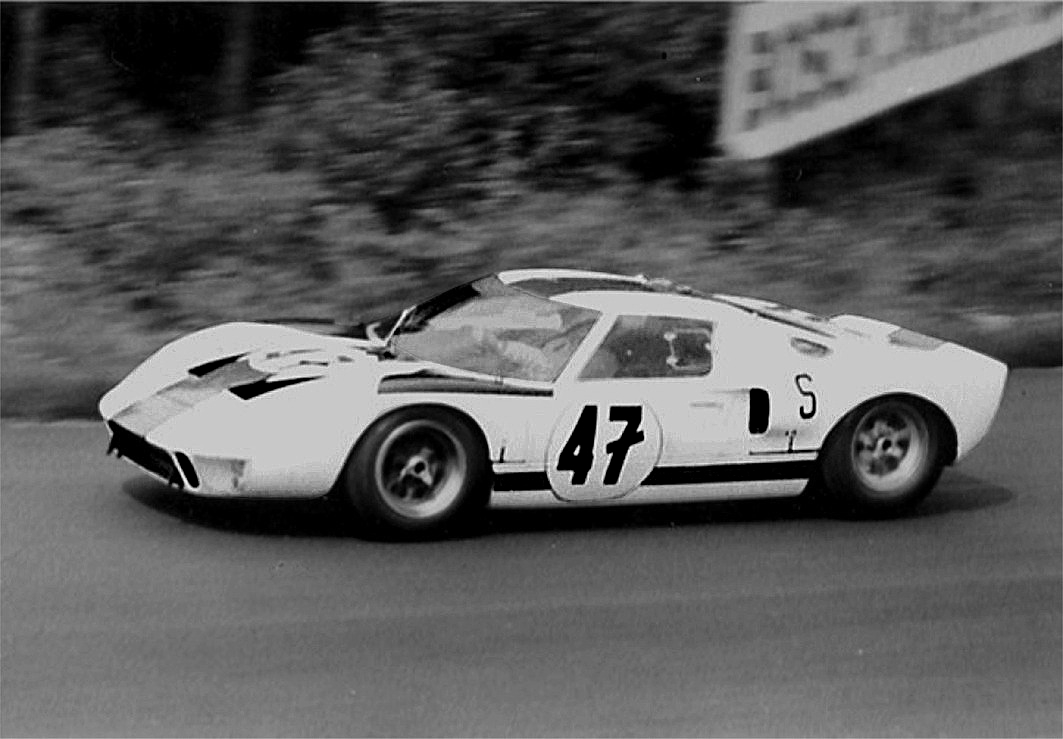
La Ford GT40 de Whitmore et de Jochen Neerpasch en 1966 aux essais des 1 000 kilomètres du Nürburgring.

Sa carrière en compétition s'étale régulièrement de 1958 à 1966. Ses succès ont été obtenus essentiellement en Ford-Lotus Cortina.
Il est sacré dans le BRSCC British Saloon Car Championship en 1961 sur Mini Cooper (3 succès en classe A pour l'écurie de Don Moore), finissant la saison 1963 deuxième derrière Jack Sears (encore 9 succès en classe A).
Dans le Championnat d'Europe FIA des voitures de tourisme, il obtient deux titres continentaux, l'un en 1964 en Division 5 et l'autre en 1965 en Division 2 (devant Procter), sur Ford Lotus Cortina. Il gagne notamment en 1964 à Zolder, aux 6 Heures de Brands Hatch (avec Peter Procter), et dans la Kanonloppet suédoise, raflant au passage le Prix de Paris GT avec une Lotus Elan. En 1965 il récidive à Zolder, après avoir gagné les 6 Heures du Nürburgring avec Jack Sears, puis il s'impose aux 500 kilomètres de Snetterton. Enfin en 1966, il obtient ses derniers succès à Aspern et Zolder encore en Cortina Lotus alors qu'il est déclaré vice-champion européen de D2, derrière Andrea de Adamich. Soit 8 victoires continentales en trois saisons.
Il participe à cinq reprises aux 24 Heures du Mans entre 1959 et 1966, obtenant une 10e place à sa première apparition avec Jim Clark, sur Lotus Elite Mk.14. Il se classe aussi 16e aux 12 Heures de Sebring en 1961, avec son compatriote Peter Riley sur MG A.
En 1964, il obtient une victoire de classe dans la Course de côte Saint-Ursanne - Les Rangiers et dans celle de Timmelsjoch, sur Ford Cortina Lotus, puis en 1965 dans celles du Mont Ventoux, d'Axamer Lizum, et de nouveau à  Saint-Ursanne. 1966 lui permet ses deux derniers succès en côtes, toujours au Mont Ventoux, et à Eigental.
À l'arrêt de la compétition, il devient psychologue du sport, puis il entre dans le monde des affaires. Conseiller en gestion, il préside Performance Consultants International, tout en trouvant le temps d'écrire la préface de la biographie de Jack Sears, écrite par Graham Gauld.
Il prend lui-même la plume pour rédiger le best-seller Coaching for Performance. Il a aussi écrit Challenging Coaching et Coaching at Work... ce qui ne l'empêche pas de participer au Goodwood Revival, un évènement pour voitures de collection anglais.